# Campeonato Africano das Nações de 2021
O Campeonato Africano das Nações (português angolano), Taça das Nações Africanas (português europeu) ou Copa Africana de Nações (português brasileiro) de 2021 foi a 33ª edição do torneio organizado pela Confederação Africana de Futebol (CAF). A fase final dessa edição ocorreu em Camarões pela segunda vez, após a edição de 1972. Senegal conquistou o título da competição pela primeira vez, derrotando o Egito na disputa por pênaltis da final.

## Escolha do anfitrião
Em 20 de setembro de 2014, as organizações das edições de 2019, 2021 e 2023 foram concedidas, respectivamente, a Camarões, Costa do Marfim e Guiné. No entanto, com a retirada de Camarões em virtude do não cumprimento de algumas condições de conformidade estabelecidas pela confederação e do interesse de ambas as partes em um nova parceria, as participações dos três países foram adiadas para as edições de 2021, 2023 e 2025. Após reunião com o presidente marfinense Alassane Ouattara, em Abidjan, Costa do Marfim, em 30 de janeiro de 2019, o presidente da CAF confirmou a mudança do cronograma. Em 2020, devido a Pandemia de COVID-19, foi anunciado que a edição de 2021 foi adiada para 2022, para evitar que a realização coincida com a Copa América e o Campeonato Europeu de Futebol, ambos adiados para 2021 também devido a Pandemia de COVID-19.

## Sedes oficiais
| Estádio de Olembé    | Estádio Ahmadou Ahidjo | Estádio de Japoma  |
| Capacidade: 60 000   | Capacidade: 40 122     | Capacidade: 50 000 |
|                      |                        |                    |
| Garua                | Bafoussam              | Limbe              |
| Estádio Roumdé Adjia | Estádio de Kouekong    | Estádio de Limbe   |
| Capacidade: 23 000   | Capacidade: 20 142     | Capacidade: 20 000 |
|                      |                        |                    |

## Patrocínio
Em julho de 2016, a gigante petrolífera francesa Total assegurou um pacote de patrocínio de oito anos com a Confederação Africana de Futebol para apoiar dez das suas principais competições, incluindo a Copa Africana de Nações de 2021. Somando-se a isso, em 13 de maio de 2019 a fabricante internacional de pneus Continental anunciou que sua Divisão de Pneus será Patrocinadora Oficial da Copa Africana de Nações até 2023 como parte de um acordo assinado com a CAF. Além do torneio ocorrido em 2019, o extenso pacote de direitos do contrato de patrocínio inclui esta e a próxima edição da AFCON em 2023 que será realizada na Costa do Marfim.

## Direitos de transmissão
No Brasil, a competição foi transmitida na TV aberta pela emissora paulista Band, que comprou os direitos de transmissão do torneio no país após 10 anos sem exibição gratuita.

## Eliminatórias
A qualificação ocorreu entre 7 de outubro de 2019 e 15 de junho de 2021.

### Seleções classificadas
As seguintes seleções se classificaram para o torneio.
| País             | Classificado como               | Data da classificação  | Participação | Melhor resultado                                   |
| ---------------- | ------------------------------- | ---------------------- | ------------ | -------------------------------------------------- |
| Camarões         | Vencedor do grupo F / Anfitrião | 30 de janeiro de 2019  | 20ª          | Campeão (1984, 1988, 2000, 2002, 2017)             |
| Senegal          | Vencedor do grupo I             | 15 de novembro de 2020 | 16ª          | Vice-campeão (2002)                                |
| Argélia          | Vencedor do grupo H             | 16 de novembro de 2020 | 19ª          | Campeã (1990, 2019)                                |
| Mali             | Vencedor do grupo A             | 17 de novembro de 2020 | 12ª          | Vice-campeão (1972)                                |
| Guiné            | 2º colocado do grupo A          | 24 de março de 2021    | 12ª          | Vice-campeão (1976)                                |
| Tunísia          | Vencedor do grupo J             | 17 de novembro de 2020 | 20ª          | Campeã (2004)                                      |
| Comores          | 2º colocado do grupo G          | 25 de março de 2021    | 1ª           | Estreante                                          |
| Egito            | Vencedor do grupo G             | 25 de março de 2021    | 25ª          | Campeão (1957, 1959, 1986, 1998, 2006, 2008, 2010) |
| Gâmbia           | Vencedor do grupo D             | 25 de março de 2021    | 1ª           | Estreante                                          |
| Gabão            | 2º colocado do grupo D          | 25 de março de 2021    | 8ª           | Quartas de final (1996, 2012)                      |
| Gana             | Vencedor do grupo C             | 25 de março de 2021    | 22ª          | Campeã (1963, 1965, 1978, 1982)                    |
| Burquina Fasso   | Vencedor do grupo B             | 24 de março de 2021    | 13ª          | Vice-campeão (2013)                                |
| Zimbabwe         | 2º colocado do grupo H          | 25 de março de 2021    | 5ª           | Primeira fase (2004, 2006, 2017)                   |
| Guiné Equatorial | 2º colocado do grupo J          | 25 de março de 2021    | 3ª           | Quarto lugar (2015)                                |
| Marrocos         | Vencedor do grupo E             | 26 de março de 2021    | 18ª          | Campeão (1976)                                     |
| Costa do Marfim  | Vencedor do Grupo K             | 26 de março de 2021    | 24ª          | Campeã (1992, 2015)                                |
| Nigéria          | Vencedor do Grupo L             | 27 de março de 2021    | 16ª          | Campeã (1980, 1994, 2013)                          |
| Sudão            | 2º colocado do grupo C          | 28 de março de 2021    | 8ª           | Campeã (1970)                                      |
| Malawi           | 2º colocado do Grupo B          | 29 de março de 2021    | 3ª           | Primeira fase (1984, 2010)                         |
| Guiné-Bissau     | 2º colocado do Grupo I          | 30 de março de 2021    | 3ª           | Primeira fase (2017, 2019)                         |
| Cabo Verde       | 2º colocado do Grupo F          | 30 de março de 2021    | 3ª           | Quartas de final (2013)                            |
| Mauritânia       | 2º colocado do Grupo E          | 30 de março de 2021    | 2ª           | Primeira fase (2019)                               |
| Etiópia          | 2º colocado do Grupo K          | 30 de março de 2021    | 11ª          | Campeã (1962)                                      |
| Serra Leoa       | 2º colocado do Grupo L          | 15 de junho de 2021    | 3ª           | Primeira fase (1994, 1996)                         |

## Equipe de arbitragem
Os seguintes árbitros foram escolhidos para a Copa Africana de Nações de 2021, com um árbitro da CONCACAF escolhido para a equipe.
- ALG Mustapha Ghorbal
- ANG Hélder Martins de Carvalho
- BOT Joshua Bondo
- BDI Pacifique Ndabihawenimana
- CMR Blaise Yuven Ngwa
- COD Jean-Jacques Ndala Ngambo
- EGY Mahmoud El Banna
- EGY Amin Omar
- ETH Bamlak Tessema Weyesa
- GAM Bakary Gassama
- GHA Daniel Laryea
- GUA Mario Escobar
- KEN Peter Waweru
- MLI Boubou Traore
- MTN Beida Dahane
- MRI Ahmad Imtehaz Heeralall
- MAR Rédouane Jiyed
- RWA Salima Mukansanga
- SEN Maguette N'Diaye
- SEN Issa Sy
- SEY Bernard Camille
- RSA Victor Gomes
- TUN Sadok Selmi
- ZAM Janny Sikazwe

## Sorteio
O sorteio final foi originalmente programado para ocorrer em 25 de junho de 2021, mas foi adiado para 17 de agosto de 2021. As 24 equipes foram divididas em seis grupos de quatro.
| Pote 1                                                                          | Pote 2                                               | Pote 3                                                       | Pote 4                                               |
| ------------------------------------------------------------------------------- | ---------------------------------------------------- | ------------------------------------------------------------ | ---------------------------------------------------- |
| Camarões (sede) Argélia (detentores do título) Senegal Tunísia Nigéria Marrocos | Egito Gana Mali Costa do Marfim Guiné Burquina Fasso | Cabo Verde Gabão Mauritânia Zimbabwe Guiné-Bissau Serra Leoa | Sudão Malawi Comores Guiné Equatorial Etiópia Gâmbia |

## Fase de grupos
Os dois primeiros colocados de cada grupo, junto com os quatro melhores terceiros colocados, avançam para as oitavas de final.

### Critérios de desempate
As equipes são classificadas de acordo com os pontos (3 pontos por vitória, 1 ponto por empate, 0 pontos por derrota), e se empatados em pontos, os seguintes critérios de desempate são aplicados, na ordem dada, para determinar a classificação (Regulamentos Artigo 74):
1. Pontos em confrontos diretos entre times empatados;
2. Saldo de gols em confrontos diretos entre times empatados;
3. Gols marcados em confrontos diretos entre times empatados;
4. Se mais de duas equipes estiverem empatadas e depois de aplicar todos os critérios de confronto direto acima, um subconjunto de equipes ainda estiver empatado, todos os critérios de confronto direto acima serão aplicados exclusivamente a este subconjunto de equipes;
5. Saldo de gols em todas as partidas do grupo;
6. Gols marcados em todas as partidas do grupo;
7. Sorteio.

Todas as partidas seguem o fuso horário UTC+1.

### Grupo A
| Pos | Equipe         | Pts | J | V | E | D | GP | GC | SG | Classificado         |
| --- | -------------- | --- | - | - | - | - | -- | -- | -- | -------------------- |
| 1   | Camarões (H)   | 7   | 3 | 2 | 1 | 0 | 7  | 3  | +4 | Avançar à fase final |
| 2   | Burquina Fasso | 4   | 3 | 1 | 1 | 1 | 3  | 3  | 0  | Avançar à fase final |
| 3   | Cabo Verde     | 4   | 3 | 1 | 1 | 1 | 2  | 2  | 0  | Possível fase final  |
| 4   | Etiópia        | 1   | 3 | 0 | 1 | 2 | 2  | 6  | −4 |                      |

1. 1 2  Resultado confronto direto: Cabo Verde 0–1 Burkina Faso.

| 9 de janeiro de 2022 | Camarões                         | 2 – 1     | Burquina Fasso | Estádio de Olembé, Iaundé     |
| 17:00                | Aboubakar 40' (pen), 45+3' (pen) | Relatório | Sangaré 24'    | Árbitro: ALG Mustapha Ghorbal |

| 9 de janeiro de 2022 | Etiópia | 0 – 1     | Cabo Verde       | Estádio de Olembé, Iaundé               |
| 20:00                |         | Relatório | J. Tavares 45+1' | Árbitro: ANG Hélder Martins de Carvalho |

| 13 de janeiro de 2022 | Camarões                                 | 4 – 1     | Etiópia    | Estádio de Olembé, Iaundé              |
| 17:00                 | Toko Ekambi 8', 67' · Aboubakar 53', 55' | Relatório | Hotessa 4' | Árbitro: COD Jean-Jacques Ndala Ngambo |

| 13 de janeiro de 2022 | Cabo Verde | 0 – 1     | Burquina Fasso | Estádio de Olembé, Iaundé |
| 20:00                 |            | Relatório | Bandé 39'      | Árbitro: EGY Amin Omar    |

| 17 de janeiro de 2022 | Cabo Verde    | 1 – 1     | Camarões      | Estádio de Olembé, Iaundé |
| 17:00                 | Rodrigues 53' | Relatório | Aboubakar 39' | Árbitro: TUN Sadok Selmi  |

| 17 de janeiro de 2022 | Burquina Fasso | 1 – 1     | Etiópia          | Estádio de Kouekong, Bafoussam       |
| 17:00                 | Bayala 24'     | Relatório | Kebede 52' (pen) | Árbitro: MRI Ahmad Imtehaz Heeralall |

### Grupo B
| Pos | Equipe   | Pts | J | V | E | D | GP | GC | SG | Classificado         |
| --- | -------- | --- | - | - | - | - | -- | -- | -- | -------------------- |
| 1   | Senegal  | 5   | 3 | 1 | 2 | 0 | 1  | 0  | +1 | Avançar à fase final |
| 2   | Guiné    | 4   | 3 | 1 | 1 | 1 | 2  | 2  | 0  | Avançar à fase final |
| 3   | Malawi   | 4   | 3 | 1 | 1 | 1 | 2  | 2  | 0  | Possível fase final  |
| 4   | Zimbabwe | 3   | 3 | 1 | 0 | 2 | 3  | 4  | −1 |                      |

1. 1 2  Resultado do confronto direto: Guiné 1–0 Malawi.

| 10 de janeiro de 2022 | Senegal          | 1 – 0     | Zimbabwe | Estádio de Kouekong, Bafoussam |
| 14:00                 | Mané 90+7' (pen) | Relatório |          | Árbitro: GUA Mario Escobar     |

| 10 de janeiro de 2022 | Guiné        | 1 – 0     | Malawi | Estádio de Kouekong, Bafoussam |
| 17:00                 | I. Sylla 35' | Relatório |        | Árbitro: GHA Daniel Laryea     |

| 14 de janeiro de 2022 | Senegal | 0 – 0     | Guiné | Estádio de Kouekong, Bafoussam     |
| 14:00                 |         | Relatório |       | Árbitro: ETH Bamlak Tessema Weyesa |

| 14 de janeiro de 2022 | Malawi          | 2 – 1     | Zimbabwe | Estádio de Kouekong, Bafoussam |
| 17:00                 | Mhango 43', 58' | Relatório | Wadi 38' | Árbitro: MTN Dahane Beida      |

| 18 de janeiro de 2022 | Malawi | 0 – 0     | Senegal | Estádio de Kouekong, Bafoussam |
| 17:00                 |        | Relatório |         | Árbitro: CMR Blaise Yuven Ngwa |

| 18 de janeiro de 2022 | Zimbabwe                 | 2 – 1     | Guiné        | Estádio Ahmadou Ahidjo, Iaundé |
| 17:00                 | Musona 26' · Mahachi 43' | Relatório | N. Keïta 49' | Árbitro: RWA Salima Mukansanga |

### Grupo C
| Pos | Equipe   | Pts | J | V | E | D | GP | GC | SG | Classificado         |
| --- | -------- | --- | - | - | - | - | -- | -- | -- | -------------------- |
| 1   | Marrocos | 7   | 3 | 2 | 1 | 0 | 5  | 2  | +3 | Avançar à fase final |
| 2   | Gabão    | 5   | 3 | 1 | 2 | 0 | 4  | 3  | +1 | Avançar à fase final |
| 3   | Comores  | 3   | 3 | 1 | 0 | 2 | 3  | 5  | −2 | Possível fase final  |
| 4   | Gana     | 1   | 3 | 0 | 1 | 2 | 3  | 5  | −2 |                      |

| 10 de janeiro de 2022 | Marrocos   | 1 – 0     | Gana | Estádio Ahmadou Ahidjo, Iaundé |
| 17:00                 | Boufal 83' | Relatório |      | Árbitro: BOT Joshua Bondo      |

| 10 de janeiro de 2022 | Comores | 0 – 1     | Gabão         | Estádio Ahmadou Ahidjo, Iaundé |
| 20:00                 |         | Relatório | Boupendza 16' | Árbitro: KEN Peter Waweru      |

| 14 de janeiro de 2022 | Marrocos                    | 2 – 0     | Comores | Estádio Ahmadou Ahidjo, Iaundé |
| 17:00                 | Amallah 16' · Aboukhlal 89' | Relatório |         | Árbitro: TUN Sadok Selmi       |

| 14 de janeiro de 2022 | Gabão         | 1 – 1     | Gana        | Estádio Ahmadou Ahidjo, Iaundé |
| 20:00                 | Allevinah 88' | Relatório | A. Ayew 18' | Árbitro: ALG Lahlou Benbraham  |

| 18 de janeiro de 2022 | Gabão                             | 2 – 2     | Marrocos                      | Estádio Ahmadou Ahidjo, Iaundé |
| 20:00                 | Allevinah 21' · Aguerd 81' (g.c.) | Relatório | Boufal 74' (pen) · Hakimi 84' | Árbitro: MTN Dahane Beida      |

| 18 de janeiro de 2022 | Gana                   | 2 – 3     | Comores                       | Estádio Roumdé Adjia, Garua |
| 20:00                 | Boakye 64' · Djiku 77' | Relatório | Nabouhane 4' · Mogni 62', 85' | Árbitro: MLI Boubou Traore  |

### Grupo D
| Pos | Equipe       | Pts | J | V | E | D | GP | GC | SG | Classificado         |
| --- | ------------ | --- | - | - | - | - | -- | -- | -- | -------------------- |
| 1   | Nigéria      | 9   | 3 | 3 | 0 | 0 | 6  | 1  | +5 | Avançar à fase final |
| 2   | Egito        | 6   | 3 | 2 | 0 | 1 | 2  | 1  | +1 | Avançar à fase final |
| 3   | Sudão        | 1   | 3 | 0 | 1 | 2 | 1  | 4  | −3 | Possível fase final  |
| 4   | Guiné-Bissau | 1   | 3 | 0 | 1 | 2 | 0  | 3  | −3 |                      |

| 11 de janeiro de 2022 | Nigéria       | 1 – 0     | Egito | Estádio Roumdé Adjia, Garua |
| 17:00                 | Iheanacho 30' | Relatório |       | Árbitro: GAM Bakary Gassama |

| 11 de janeiro de 2022 | Sudão | 0 – 0     | Guiné-Bissau | Estádio Roumdé Adjia, Garua |
| 20:00                 |       | Relatório |              | Árbitro: SEN Issa Sy        |

| 15 de janeiro de 2022 | Nigéria                                | 3 – 1     | Sudão           | Estádio Roumdé Adjia, Garua |
| 17:00                 | Chukwueze 3' · Awoniyi 45' · Simon 46' | Relatório | Khedr 70' (pen) | Árbitro: RSA Victor Gomes   |

| 15 de janeiro de 2022 | Guiné-Bissau | 0 – 1     | Egito     | Estádio Roumdé Adjia, Garua            |
| 20:00                 |              | Relatório | Salah 69' | Árbitro: BDI Pacifique Ndabihawenimana |

| 19 de janeiro de 2022 | Guiné-Bissau | 0 – 2     | Nigéria                      | Estádio Roumdé Adjia, Garua |
| 20:00                 |              | Relatório | Sadiq 56' · Troost-Ekong 75' | Árbitro: KEN Peter Waweru   |

| 19 de janeiro de 2022 | Egito         | 1 – 0     | Sudão | Estádio Ahmadou Ahidjo, Iaundé |
| 20:00                 | Abdelmone 35' | Relatório |       | Público: BOT Joshua Bondo      |

### Grupo E
| Pos | Equipe           | Pts | J | V | E | D | GP | GC | SG | Classificado         |
| --- | ---------------- | --- | - | - | - | - | -- | -- | -- | -------------------- |
| 1   | Costa do Marfim  | 7   | 3 | 2 | 1 | 0 | 6  | 3  | +3 | Avançar à fase final |
| 2   | Guiné Equatorial | 6   | 3 | 2 | 0 | 1 | 2  | 1  | +1 | Avançar à fase final |
| 3   | Serra Leoa       | 2   | 3 | 0 | 2 | 1 | 2  | 3  | −1 | Possível fase final  |
| 4   | Argélia          | 1   | 3 | 0 | 1 | 2 | 1  | 4  | −3 |                      |

| 11 de janeiro de 2022 | Argélia | 0 – 0     | Serra Leoa | Estádio de Japoma, Duala             |
| 14:00                 |         | Relatório |            | Árbitro: MRI Ahmad Imtehaz Heeralall |

| 12 de janeiro de 2022 | Guiné Equatorial | 0 – 1     | Costa do Marfim | Estádio de Japoma, Duala    |
| 20:00                 |                  | Relatório | Gradel 5'       | Árbitro: MAR Rédouane Jiyed |

| 16 de janeiro de 2022 | Costa do Marfim       | 2 – 2     | Serra Leoa                       | Estádio de Japoma, Duala      |
| 17:00                 | Haller 25' · Pépé 65' | Relatório | Mu. Kamara 55' · A. Kamara 90+3' | Árbitro: SEN Maguette N'Diaye |

| 16 de janeiro de 2022 | Argélia | 0 – 1     | Guiné Equatorial | Estádio de Japoma, Duala   |
| 20:00                 |         | Relatório | Esteban 70'      | Árbitro: GUA Mario Escobar |

| 20 de janeiro de 2022 | Costa do Marfim                        | 3 – 1     | Argélia      | Estádio de Japoma, Duala  |
| 17:00                 | Kessié 22' · I. Sangaré 39' · Pépé 54' | Relatório | Bendebka 73' | Árbitro: RSA Victor Gomes |

| 20 de janeiro de 2022 | Serra Leoa | 0 – 1     | Guiné Equatorial | Estádio de Limbe, Limbe     |
| 17:00                 |            | Relatório | Ganet 38'        | Árbitro: EGY Mohamed Marouf |

### Grupo F
| Pos | Equipe     | Pts | J | V | E | D | GP | GC | SG | Classificado         |
| --- | ---------- | --- | - | - | - | - | -- | -- | -- | -------------------- |
| 1   | Mali       | 7   | 3 | 2 | 1 | 0 | 4  | 1  | +3 | Avançar à fase final |
| 2   | Gâmbia     | 7   | 3 | 2 | 1 | 0 | 3  | 1  | +2 | Avançar à fase final |
| 3   | Tunísia    | 3   | 3 | 1 | 0 | 2 | 4  | 2  | +2 | Possível fase final  |
| 4   | Mauritânia | 0   | 3 | 0 | 0 | 3 | 0  | 7  | −7 |                      |

| 12 de janeiro de 2022 | Tunísia | 0 – 1     | Mali           | Estádio de Limbe, Limbe    |
| 14:00                 |         | Relatório | Koné 48' (pen) | Árbitro: ZAM Janny Sikazwe |

| 12 de janeiro de 2022 | Mauritânia | 0 – 1     | Gâmbia        | Estádio de Limbe, Limbe       |
| 17:00                 |            | Relatório | A. Jallow 10' | Árbitro: ALG Mustapha Ghorbal |

| 16 de janeiro de 2022 | Gâmbia               | 1 – 1     | Mali           | Estádio de Limbe, Limbe    |
| 14:00                 | Mu. Barrow 90' (pen) | Relatório | Koné 79' (pen) | Árbitro: MAR Samir Guezzaz |

| 16 de janeiro de 2022 | Tunísia                                     | 4 – 0     | Mauritânia | Estádio de Limbe, Limbe       |
| 17:00                 | Mathlouthi 4' · Khazri 9', 64' · Jaziri 66' | Relatório |            | Árbitro: EGY Mahmoud El Banna |

| 20 de janeiro de 2022 | Gâmbia          | 1 – 0     | Tunísia | Estádio de Limbe, Limbe        |
| 20:00                 | A. Jallow 90+3' | Relatório |         | Árbitro: MEX Fernando Guerrero |

| 20 de janeiro de 2022 | Mali                           | 2 – 0     | Mauritânia | Estádio de Japoma, Duala     |
| 20:00                 | M. Haïdara 2' · Koné 49' (pen) | Relatório |            | Árbitro: SEY Bernard Camille |

### Melhores terceiros colocados
| Pos | Grp | Equipe     | Pts | J | V | E | D | GP | GC | SG | Classificado         |
| --- | --- | ---------- | --- | - | - | - | - | -- | -- | -- | -------------------- |
| 1   | A   | Cabo Verde | 4   | 3 | 1 | 1 | 1 | 2  | 2  | 0  | Avançar à fase final |
| 2   | B   | Malawi     | 4   | 3 | 1 | 1 | 1 | 2  | 2  | 0  | Avançar à fase final |
| 3   | F   | Tunísia    | 3   | 3 | 1 | 0 | 2 | 4  | 2  | +2 | Avançar à fase final |
| 4   | C   | Comores    | 3   | 3 | 1 | 0 | 2 | 3  | 5  | −2 | Avançar à fase final |
| 5   | E   | Serra Leoa | 2   | 3 | 0 | 2 | 1 | 2  | 3  | −1 |                      |
| 6   | D   | Sudão      | 1   | 3 | 0 | 1 | 2 | 1  | 4  | −3 |                      |

## Fase final

### Esquema
|  | Oitavas de final                | Oitavas de final                |                                  |      | Quartas de final | Quartas de final |                                  |                                  | Semifinais | Semifinais |  |  | Final | Final |
|  |                                 |                                 |                                  |      |                  |                  |                                  |                                  |            |            |  |  |       |       |
|  | 23 de janeiro – Limbe           |                                 |                                  |      |                  |                  |                                  |                                  |            |            |  |  |       |       |
|  |                                 |                                 |                                  |      |                  |                  |                                  |                                  |            |            |  |  |       |       |
|  | Burquina Fasso (pen)            | 1(7)                            |                                  |      |                  |                  |                                  |                                  |            |            |  |  |       |       |
|  | Burquina Fasso (pen)            | 1(7)                            | 29 de janeiro – Garua            |      |                  |                  |                                  |                                  |            |            |  |  |       |       |
|  | Gabão                           | 1(6)                            |                                  |      |                  |                  |                                  |                                  |            |            |  |  |       |       |
|  | Gabão                           | 1(6)                            | Burquina Fasso                   | 1    |                  |                  |                                  |                                  |            |            |  |  |       |       |
|  | 23 de janeiro – Garua           |                                 | Burquina Fasso                   | 1    |                  |                  |                                  |                                  |            |            |  |  |       |       |
|  |                                 | Tunísia                         | 0                                |      |                  |                  |                                  |                                  |            |            |  |  |       |       |
|  | Nigéria                         | Tunísia                         | 0                                | 0    |                  |                  |                                  |                                  |            |            |  |  |       |       |
|  | Nigéria                         |                                 | 2 de fevereiro – Duala           | 0    |                  |                  |                                  |                                  |            |            |  |  |       |       |
|  | Tunísia                         | 1                               |                                  |      |                  |                  |                                  |                                  |            |            |  |  |       |       |
|  | Tunísia                         | 1                               | Burquina Fasso                   | 1    |                  |                  |                                  |                                  |            |            |  |  |       |       |
|  | 25 de janeiro – Bafoussam       |                                 | Burquina Fasso                   | 1    |                  |                  |                                  |                                  |            |            |  |  |       |       |
|  |                                 | Senegal                         | 3                                |      |                  |                  |                                  |                                  |            |            |  |  |       |       |
|  | Senegal                         | Senegal                         | 3                                | 2    |                  |                  |                                  |                                  |            |            |  |  |       |       |
|  | Senegal                         | 30 de janeiro – Iaundé (Ahidjo) |                                  | 2    |                  |                  |                                  |                                  |            |            |  |  |       |       |
|  | Cabo Verde                      | 0                               |                                  |      |                  |                  |                                  |                                  |            |            |  |  |       |       |
|  | Cabo Verde                      | 0                               | Senegal                          | 3    |                  |                  |                                  |                                  |            |            |  |  |       |       |
|  | 26 de janeiro – Limbe           |                                 | Senegal                          | 3    |                  |                  |                                  |                                  |            |            |  |  |       |       |
|  |                                 | Guiné Equatorial                | 1                                |      |                  |                  |                                  |                                  |            |            |  |  |       |       |
|  | Mali                            | Guiné Equatorial                | 1                                | 0(5) |                  |                  |                                  |                                  |            |            |  |  |       |       |
|  | Mali                            |                                 | 6 de fevereiro – Iaundé (Olembe) | 0(5) |                  |                  |                                  |                                  |            |            |  |  |       |       |
|  | Guiné Equatorial (pen)          | 0(6)                            |                                  |      |                  |                  |                                  |                                  |            |            |  |  |       |       |
|  | Guiné Equatorial (pen)          | 0(6)                            | Senegal (pen)                    | 0(4) |                  |                  |                                  |                                  |            |            |  |  |       |       |
|  | 24 de janeiro – Bafoussam       |                                 | Senegal (pen)                    | 0(4) |                  |                  |                                  |                                  |            |            |  |  |       |       |
|  |                                 | Egito                           | 0(2)                             |      |                  |                  |                                  |                                  |            |            |  |  |       |       |
|  | Guiné                           | Egito                           | 0(2)                             | 0    |                  |                  |                                  |                                  |            |            |  |  |       |       |
|  | Guiné                           | 29 de janeiro – Duala           |                                  | 0    |                  |                  |                                  |                                  |            |            |  |  |       |       |
|  | Gâmbia                          | 1                               |                                  |      |                  |                  |                                  |                                  |            |            |  |  |       |       |
|  | Gâmbia                          | 1                               | Gâmbia                           | 0    |                  |                  |                                  |                                  |            |            |  |  |       |       |
|  | 24 de janeiro – Iaundé (Olembe) |                                 | Gâmbia                           | 0    |                  |                  |                                  |                                  |            |            |  |  |       |       |
|  |                                 | Camarões                        | 2                                |      |                  |                  |                                  |                                  |            |            |  |  |       |       |
|  | Camarões                        | Camarões                        | 2                                | 2    |                  |                  |                                  |                                  |            |            |  |  |       |       |
|  | Camarões                        |                                 | 3 de fevereiro – Iaundé (Olembe) | 2    |                  |                  |                                  |                                  |            |            |  |  |       |       |
|  | Comores                         | 1                               |                                  |      |                  |                  |                                  |                                  |            |            |  |  |       |       |
|  | Comores                         | 1                               | Camarões                         | 0(1) |                  |                  |                                  |                                  |            |            |  |  |       |       |
|  | 26 de janeiro – Duala           |                                 | Camarões                         | 0(1) |                  |                  |                                  |                                  |            |            |  |  |       |       |
|  |                                 | Egito (pen)                     | 0(3)                             |      | Terceiro lugar   | Terceiro lugar   |                                  |                                  |            |            |  |  |       |       |
|  | Costa do Marfim                 | Egito (pen)                     | 0(3)                             | 0(4) | Terceiro lugar   | Terceiro lugar   |                                  |                                  |            |            |  |  |       |       |
|  | Costa do Marfim                 | 30 de janeiro – Iaundé (Ahidjo) | 30 de janeiro – Iaundé (Ahidjo)  | 0(4) |                  |                  | 5 de fevereiro – Iaundé (Ahidjo) | 5 de fevereiro – Iaundé (Ahidjo) |            |            |  |  |       |       |
|  | Egito (pen)                     | 30 de janeiro – Iaundé (Ahidjo) | 30 de janeiro – Iaundé (Ahidjo)  | 0(5) |                  |                  | 5 de fevereiro – Iaundé (Ahidjo) | 5 de fevereiro – Iaundé (Ahidjo) |            |            |  |  |       |       |
|  | Egito (pen)                     | Egito (pro)                     | 2                                | 0(5) | Burquina Fasso   | 3(3)             |                                  |                                  |            |            |  |  |       |       |
|  | 25 de janeiro – Iaundé (Ahidjo) | Egito (pro)                     | 2                                |      | Burquina Fasso   | 3(3)             |                                  |                                  |            |            |  |  |       |       |
|  |                                 | Marrocos                        | 1                                |      | Camarões (pen)   | 3(5)             |                                  |                                  |            |            |  |  |       |       |
|  | Marrocos                        | Marrocos                        | 1                                | 2    | Camarões (pen)   | 3(5)             |                                  |                                  |            |            |  |  |       |       |
|  | Marrocos                        |                                 |                                  | 2    |                  |                  |                                  |                                  |            |            |  |  |       |       |
|  | Malawi                          | 1                               |                                  |      |                  |                  |                                  |                                  |            |            |  |  |       |       |
|  | Malawi                          | 1                               |                                  |      |                  |                  |                                  |                                  |            |            |  |  |       |       |

### Oitavas de final
| 23 de janeiro de 2022 | Burquina Fasso | 1 – 1 (pro) | Gabão              | Estádio de Limbe, Limbe     |
| 17:00                 | Traoré 28'     | Relatório   | Guira 90+1' (g.c.) | Árbitro: MAR Rédouane Jiyed |

|                                                                                 |       | Penalidades                                                    |  |
| Kaboré S. Ouattara E. Tapsoba Simporé Yago Guira Konaté A. Tapsoba I. Ouédraogo | 7 – 6 | Bouanga Méyé Boupendza Kanga Poko Manga Ameka N’Gakoutou Palun |  |

| 23 de janeiro de 2022 | Nigéria | 0 – 1     | Tunísia    | Estádio Roumdé Adjia, Garua   |
| 20:00                 |         | Relatório | Msakni 47' | Árbitro: SEN Maguette N'Diaye |

| 24 de janeiro de 2022 | Guiné | 0 – 1     | Gâmbia         | Estádio de Kouekong, Bafoussam |
| 17:00                 |       | Relatório | Mu. Barrow 71' | Árbitro: EGY Amin Omar         |

| 24 de janeiro de 2022 | Camarões                        | 2 – 1     | Comores           | Estádio de Olembé, Iaundé          |
| 20:00                 | Toko Ekambi 29' · Aboubakar 70' | Relatório | Y. M'Changama 81' | Árbitro: ETH Bamlak Tessema Weyesa |

| 25 de janeiro de 2022 | Senegal                   | 2 – 0     | Cabo Verde | Estádio de Kouekong, Bafoussam |
| 17:00                 | Mané 63' · B. Dieng 90+2' | Relatório |            | Árbitro: ALG Lahlou Benbraham  |

| 25 de janeiro de 2022 | Marrocos                     | 2 – 1     | Malawi    | Estádio Ahmadou Ahidjo, Iaundé         |
| 20:00                 | En-Nesyri 45+2' · Hakimi 70' | Relatório | Mhango 7' | Árbitro: BDI Pacifique Ndabihawenimana |

| 26 de janeiro de 2022 | Costa do Marfim | 0 – 0 (pro) | Egito | Estádio de Japoma, Duala               |
| 17:00                 |                 | Relatório   |       | Árbitro: COD Jean-Jacques Ndala Ngambo |

|                                 |       | Penalidades                           |  |
| Pépé Sangaré Bailly Cornet Zaha | 4 – 5 | Sayed El Solia Kamal Abdelmonem Salah |  |

| 26 de janeiro de 2022 | Mali | 0 – 0 (pro) | Guiné Equatorial | Estádio de Limbe, Limbe     |
| 20:00                 |      | Relatório   |                  | Árbitro: GAM Bakary Gassama |

|                                                                       |       | Penalidades                                          |  |
| A. N. Traoré Djenepo M. Haïdara Hama. Traoré Touré Dieng Camara Sacko | 5 – 6 | E. Nsue Belima Akapo Buyla Ganet Coco Salvador Eneme |  |

### Quartas de final
| 29 de janeiro de 2022 | Gâmbia | 0 – 2     | Camarões             | Estádio de Japoma, Duala               |
| 17:00                 |        | Relatório | Toko Ekambi 50', 57' | Árbitro: BDI Pacifique Ndabihawenimana |

| 29 de janeiro de 2022 | Burquina Fasso    | 1 – 0     | Tunísia | Estádio Roumdé Adjia, Garua |
| 20:00                 | D. Ouattara 45+3' | Relatório |         | Árbitro: BOT Joshua Bondo   |

| 30 de janeiro de 2022 | Egito                        | 2 – 1 (pro) | Marrocos  | Estádio Ahmadou Ahidjo, Iaundé |
| 16:00                 | Salah 53' · Trézéguet 90+10' | Relatório   | Boufal 7' | Árbitro: SEN Maguette N'Diaye  |

| 30 de janeiro de 2022 | Senegal                               | 3 – 1     | Guiné Equatorial | Estádio Ahmadou Ahidjo, Iaundé |
| 20:00                 | Diédhiou 28' · Kouyaté 68' · Sarr 79' | Relatório | Buyla 57'        | Árbitro: RSA Victor Gomes      |

### Semifinais
| 2 de fevereiro de 2022 | Burquina Fasso | 1 – 3     | Senegal                           | Estádio de Japoma, Duala           |
| 20:00                  | Touré 82'      | Relatório | Diallo 70' · Gueye 76' · Mané 87' | Árbitro: ETH Bamlak Tessema Weyesa |

| 3 de fevereiro de 2022 | Camarões | 0 – 0 (pro) | Egito | Estádio de Olembé, Iaundé   |
| 20:00                  |          | Relatório   |       | Árbitro: GAM Bakary Gassama |

|                                     |       | Penalidades              |  |
| Aboubakar Moukoudi Léa Siliki N'Jie | 1 – 3 | Sayed Abdelmonem Lasheen |  |

### Terceiro lugar
| 5 de fevereiro de 2022 | Burquina Fasso                             | 3 – 3 (pro) | Camarões                         | Estádio Ahmadou Ahidjo, Iaundé |
| 17:00                  | Yago 24' · Onana 43' (g.c.) · Ouattara 49' | Relatório   | Bahoken 71' · Aboubakar 85', 87' | Árbitro: MAR Rédouane Jiyed    |

|                               |       | Penalidades                            |  |
| Kaboré S. Ouattara Touré Yago | 3 – 5 | Aboubakar Ngamaleu Ekambi Kunde Oyongo |  |

### Final
| 6 de fevereiro de 2022 | Senegal | 0 – 0 (pro) | Egito | Estádio de Olembé, Iaundé |
| 20:00                  |         | Relatório   |       | Árbitro: RSA Victor Gomes |

|                                           |       | Penalidades                    |  |
| Koulibaly A. Diallo B. Sarr B. Dieng Mané | 4 – 2 | Sayed Abdelmonem Hamdy Lasheen |  |

## Premiações
| Campeonato Africano das Nações de 2021 |
| Senegal                                |
| -------------------------------------- |
| Senegal Campeão (1.º título)           |

### Individuais
| Prêmio Chuteira de Ouro | Prêmio Bola de Ouro | Prêmio Luva de Ouro | Prêmio Melhor Jogador Jovem |
| ----------------------- | ------------------- | ------------------- | --------------------------- |
| CMR Vincent Aboubakar   | SEN Sadio Mané      | SEN Édouard Mendy   | BFA Issa Kaboré             |
| Prêmio Fair Play        |                     |                     |                             |
| Senegal                 |                     |                     |                             |

Fonte:

## Estatísticas

### Artilharia

#### 8 gols(1)
- CMR Vincent Aboubakar

#### 5 gols(1)
- CMR Karl Toko Ekambi

#### 3 gols(4)
- MAR Sofiane Boufal
- MLI Ibrahima Koné
- MWI Gabadinho Mhango
- SEN Sadio Mané

#### 2 gols(8)
- COM Ahmed Mogni
- EGY Mohamed Salah
- GAB Jim Allevinah
- GAM Musa Barrow
- GAM Ablie Jallow
- CIV Nicolas Pépé
- MAR Achraf Hakimi
- TUN Wahbi Khazri

#### 1 gol(56)
- ALG Sofiane Bendebka
- BFA Hassane Bandé
- BFA Cyrille Bayala
- BFA Dango Ouattara
- BFA Djibril Ouattara
- BFA Blati Touré
- BFA Bertrand Traoré
- BFA Gustavo Sangaré
- BFA Steeve Yago
- CMR Stéphane Bahoken
- CPV Garry Rodrigues
- CPV Júlio Tavares
- COM El Fardou Ben Nabouhane
- COM Youssouf M'Changama
- EGY Mohamed Abdelmonem
- EGY Trézéguet
- EQG Jannick Buyla
- EQG Pablo Ganet
- EQG Esteban Obiang
- ETH Dawa Hotessa
- ETH Getaneh Kebede
- GAB Aaron Boupendza
- GHA André Ayew
- GHA Richmond Boakye
- GHA Alexander Djiku
- GUI Naby Keïta
- GUI Issiaga Sylla
- CIV Max Gradel
- CIV Sébastien Haller
- CIV Franck Kessié
- CIV Ibrahim Sangaré
- MLI Massadio Haïdara
- MAR Zakaria Aboukhlal
- MAR Selim Amallah
- MAR Youssef En-Nesyri
- NGA Taiwo Awoniyi
- NGA Samuel Chukwueze
- NGA Kelechi Iheanacho
- NGA Umar Sadiq
- NGA Moses Simon
- NGA William Troost-Ekong
- SEN Abdou Diallo
- SEN Famara Diédhiou
- SEN Bamba Dieng
- SEN Idrissa Gueye
- SEN Cheikhou Kouyaté
- SEN Ismaïla Sarr
- SLE Alhaji Kamara
- SLE Musa Noah Kamara
- SDN Walieldin Khedr
- TUN Seifeddine Jaziri
- TUN Hamza Mathlouthi
- TUN Youssef Msakni
- ZIM Kudakwashe Mahachi
- ZIM Knowledge Musona
- ZIM Ishmael Wadi

#### Gols contra(3)
- BFA Adama Guira (para o Gabão)
- CMR André Onana (para Burkina Fasso)
- MAR Nayef Aguerd (para o Gabão)